# João Pires Sobrinho
João Pires Sobrinho, född 6 oktober 1934, är en friidrottare från Brasilien. Han deltog vid olympiska sommarspelen 1956.